# Usher (album)
Usher – debiutancki album amerykańskiego wokalisty Ushera, wydany 30 sierpnia 1994 roku.
Według oficjalnej strony wokalisty, był on współautorem czterech z czternastu albumowych utworów. Płytę promowały trzy single: „The Many Ways”, „Think of You” oraz „Can U Get Wit It”.

## Lista utworów
1. „I’ll Make It Right” (Alex Richbourg) – 4:50
2. „Interlude 1" (Carl „Chucky” Thompson) – 0:39
3. „Can U Get Wit It” (Devante Swing) – 4:45
4. „Think of You” (Carl „Chucky Thompson) – 3:49
5. „Crazy” (Brian Alexander Morgan) – 5:15
6. „Slow Love” (Albert Brown, Isaiah Lee) – 4:58
7. „The Many Ways” (Albert Brown, Dave Hall) – 5:43
8. „I’ll Show You Love” (Alex Richbourg, Charles Bobbitt, Fred Wesley & James Brown) – 4:43
9. „Interlude 2 (Can’t Stop)” (Carl „Chucky” Thompson) – 2:42
10. „Love Was Here” (Albert Brown & Kiyamma Griffin) – 5:37
11. „Whispers” (Darryl Pearson & Devante Swing) – 5:17
12. „You Took My Heart” (Edward Ferrell & Kenneth Tonge) – 5:12
13. „Smile Again” (Herb Middleton) – 4:37
14. „Final Goodbye” (Dave Hall) – 5:00

## Personel

### Muzycy
- Kenneth Crouch – pianino
- Darryl Pearson – gitara
- Alexander Richbourg – perkusja
- Herb Middleton – instrumenty klawiszowe
- Charles „Prince Charles” Alexander, Bob Brockman, Sean „Puffy” Combs, David Dachinger, Rob Paustian, John Shrive, DeVante Swing – miksowanie

### Produkcja
- Dodatkowy wokal: Darren Benbow, Mary Brown, Faith Evans, Dave Hollister, Crystal Johnson, Darryl Pearson, Laquentis Saxon, Usher, Levar Wilson
- Fotografie: Michael Benabib

## Pozycje na listach
| Lista (1995)                          | Najwyższa pozycja |
| ------------------------------------- | ----------------- |
| U.S. Billboard 200                    | 167               |
| U.S. Billboard Top R&B/Hip-Hop Albums | 25                |